# تیم ملی فوتبال ساحلی ژاپن
تیم ملی فوتبال ساحلی ژاپن نماینده ژاپن در مسابقات بین‌المللی فوتبال ساحلی است. این تیم نایب قهرمان جام جهانی فوتبال ساحلی ۲۰۲۱ است. تیم فوتبال ساحلی ژاپن قهرمان ٣ دوره قهرمانی فوتبال ساحلی آسیا در سال‌های ٢٠٠٩، ۲۰۱۱ و ٢٠١٩ را در کارنامه دارد. همچنین تیم فوتبال ساحلی ژاپن در سال‌های ٢٠٠۶، ٢٠٠٧، ٢٠٠٨، ٢٠١٣، ۲۰۲۳،٢٠١۵ مقام نایب قهرمانی، فوتبال ساحلی آسیا را کسب کرده است.